# ジョー・ベル 〜心の旅〜
『ジョー・ベル 〜心の旅〜』（原題:Joe Bell）は2020年に公開されたアメリカ合衆国のドラマ映画である。監督はレイナルド・マーカス・グリーン、主演はマーク・ウォルバーグが務めた。
本作は日本国内で劇場公開されなかったが、2022年3月2日にデジタル配信が始まる予定である。

## 概略
ジョー・ベルは息子（ジェイディン）がゲイであるが故に学校でいじめにあっていることを把握していたが、特に何か行動を起こすようなことはしなかった。それは「息子には自分で自分の身を守る術を身に着けてほしい」という考えからのことであったが、苦痛に耐えかねたジェイディンは自殺してしまった。ジョーは悲しみに打ちひしがれつつも、いじめの恐ろしさや悲惨さを訴える必要性を痛感し、徒歩でアメリカを横断する旅に出発した。ジョーの訴えは道中で出会った多くの人々の心を動かし、ついにはジョー自身も一種の慰めを得るに至った。しかし、その旅の果てに待ち受けていたのは何とも悲しい結末であった。

## キャスト
※括弧内はNetflixにて配信された日本語吹替キャスト。
- ジョー・ベル：マーク・ウォルバーグ（咲野俊介）
- ジェイディン・ベル：リード・ミラー（林幸矢）
- ローラ・ベル：コニー・ブリットン（日野由利加）
- ジョセフ・ベル：マックスウェル・ジェンキンス（佐藤里緒）
- ウェスティン保安官：ゲイリー・シニーズ（風間秀郎）
- ボイド・バンクス：ブレイン・メイ
- キム：アッシュ・サントス
- チャンス：イグビー・リグニー（鳥本佳吾）
- マーシー：モーガン・リリー（新福桜）
- コリーン：スカウト・スミス
- ミセス・スウィフト：キャシー・ベック
- ウィル：チャールズ・ハルフォード
- メアリー・アイヴィー：タラ・バック

## 製作
2015年4月30日、A24がジェイディン・ベル事件の映画化を進めており、キャリー・ジョージ・フクナガが監督に起用されたと報じられたが、最終的に、A24は企画から離脱した。
2019年4月11日、本作のタイトルが『Good Joe Bell』に決定すると共に、マーク・ウォルバーグ、リード・ミラー、コニー・ブリットンの起用も発表された。なお、この時点でフクナガは監督から降板しており、レイナルド・マーカス・グリーンがその後任を務めることになった。12日、マックスウェル・ジェンキンスの出演が決まったとの報道があった。25日、ゲイリー・シニーズがキャスト入りした。

### 撮影・音楽
本作の主要撮影は2019年4月15日にユタ州で始まり、同年5月24日に終了した。10月16日、クリス・バワーズが本作で使用される楽曲を手掛けることになったと報じられた。2020年9月8日、アントニオ・ピントが降板したバワーズの代わりに起用されたとの報道があった。

## 公開・興行収入
2020年9月14日、本作は第45回トロント国際映画祭でプレミア上映された。19日、ソルスティス・スタジオズが本作の全世界配給権を2000万ドルで購入したと報じられた。その後、本作はタイトル変更（『Good Joe Bell』から『Joe Bell』へ）と再編集の上で2021年2月19日に全米公開されると発表された。ところが、2021年5月、ソルスティス・スタジオズは本作の権利をロードサイド・アトラクションズに売却した。6月18日、本作のオフィシャル・トレイラーが公開された。7月23日、本作は全米1094館で封切られ、公開初週末に74万9635ドルを稼ぎ出し、週末興行収入ランキング初登場11位となった。

## 評価
本作に対する批評家の評価は伸び悩んでいる。映画批評集積サイトのRotten Tomatoesには112件のレビューがあり、批評家支持率は38%、平均点は10点満点で5.4点となっている。サイト側による批評家の見解の要約は「『ジョー・ベル 〜心の旅〜』に込められたメッセージは観客の心の琴線に触れるものであり、リード・ミラーの演技も素晴らしい。しかし、不幸なことに、それらの価値は型通りのストーリー展開のために損なわれている。」となっている。また、Metacriticには26件のレビューがあり、加重平均値は54/100となっている。